# 1031 أركتيكا
1031 Arctica هو كويكب، يقع ضمن حزام الكويكبات. اكتشف في 6 يونيو 1924.

## روابط خارجية
- 1031 أركتيكا في قاعدة بيانات مختبر الدفع النفاث لأجرام النظام الشمسي الصغيرة

- الاكتشاف · مخطط المدار ·  العناصر المدارية · المعلمات المادية

- 1031 أركتيكا على موقع ويكي سكاي: DSS2, SDSS, GALEX, IRAS, Hydrogen α, X-Ray, Astrophoto, Sky Map, Articles and images